# Guillaume-André Hébert
Pour les articles homonymes, voir Hébert.
Guillaume-André Hébert (15 janvier 1653, Paris-6 mai 1725) était un banquier financier français du XVIIIe siècle, gouverneur des Établissements français de l'Inde.

## Famille
Il est le fils d’André Hébert, marchand serrurier puis banquier, bourgeois et de Marthe Marchand. Son frère François Hébert sera évêque d'Agen de 1704 à 1728.
Il épouse Marie-Gilette Boileau. Le couple eut quatre enfants :
- André Hébert, baron de Châteldon[2], comte de Ferrières (1681-1er février 1768) introducteur des ambassadeurs et princes étrangers près sa Majesté de 1730 à 1736. Il épousa le 14 novembre 1721 Marie-Anne Chamborant de la Clavière[3]. Le couple aura un fils André Claude Hébert, avocat en Parlement, Maître des Requêtes [4]. Il avait acheté en 1722 pour 100 000 livres le Grand et Petit Loreau, la Mairie d'Houdreville et le Grand et Petit Bourdonné (près de Chartres) au Duc d'Antin puis il achète le 10 décembre 1728 à Jean Girard Le Franc de Brumpé, écuyer, secrétaire du Roi la seigneurie de Châteldon
- Louise Thècle qui épousa le 4 juillet 1732 Paul de Manissy
- Catherine Constance[2] qui épousa Jean-Louis Séguier, seigneur de Courtempierre. Leur fille Marie Constance épousa le 26 août 1737 Nicolas de Montrognon de Salvert (1708-1743). Leur fils François   épousera Angélique Victoire de Vaucanson, fille de Jacques de Vaucanson.
- Angélique Euphémie[2] qui épousa Jean François Brunet de Neuilly, officier de cavalerie, lieutenant colonel de Bourbon-Cavalerie.

## Carrière
Quartinier de Paris en 1687 il est échevin 1700. Devenu directeur de la Compagnie française des Indes orientales. Il est nommé gouverneur de Pondichéry. Se rendant aux Indes, sur Le Saint-Louis, il séjourne à La Réunion du 26 avril au 18 mai 1708 et nomme comme gouverneur Michel François Des Bordes.
Il occupe les fonctions de 1708 à 1712 puis à nouveau de 1717 à 1718.
Il fut écuyer, chevalier de l'Ordre de Notre-Dame du Mont-Carmel et de Saint-Lazare de Jérusalem, conseiller secrétaire du Roy, Maison et Couronne de France, et de ses finances, général pour sa majesté le roi de la nation française aux Indes Orientales, président du conseil souverain des dites Indes, envoyé extraordinaire du roi vers l'empereur du Mogol et le roi de Siam.
D’après son descendant, son fils André fut aussi gouverneur : « André Hébert, fut gouverneur de Pondichéry, l'une des possessions françaises dans l'Inde, d'où il rapporta une grande fortune .Il donna quarante mille livres à chacune de ses sœurs; cent mille à mon père ; et quarante mille à chacune de ses nièces, savoir : la comtesse de Vomas, la comtesse de la Tour-du-Roch d'Allas, Mlle de Brunet et Mlle de Neuilly (toutes deux fort jansénistes). Les Salvert furent aussi, bien traités, et ses autres parents ne furent pas oubliés. Il combla toute sa famille de cadeaux en bijoux, raretés, étoffes etc., etc. Ma grand-mère eut pour sa part, entre autres curiosités, un nègre nommé Pompée, qui s'est éteint à plus de quatre-vingts ans chez ma tante de Vomas. »

## Armoiries
Jean Baptiste P Jullien de Courcelles indique dans son Dictionnaire universel de la noblesse de France famille noble d'Agen. et donne comme armes : d'azur, au cerf d'or sur une terrasse de même
Borel d'Hauterive indique lui Écartelé, aux 1 et 4  d'azur, au cerf d'or sur une terrasse de sinople; aux 2 et 3, de gueules, au chevron d'or, accompagné en chef de trois étoiles d'argent et en pointe de trois merlettes du même.